# Лой, Эгон
Эгон Лой (нем. Egon Loy; род. 14 мая 1931, Нюрнберг, Бавария) — западногерманский футболист, вратарь.

## Карьера
До 1954 года выступал в высшей баварской любительской лиге в составе клуба «Швабах», с которой трижды выигрывал чемпионат Баварии среди любителей, а также сыграл один матч в составе любительской сборной Германии.
В сезоне 1954/55 он перешёл во франкфуртский «Айнтрахт». 17 ноября 1957 года Лой получил вызов в сборную Южной Германии. В сезоне 1958/59 Пол Освальд возглавил тренерский штаб «Айнтрахта», в результате чего команда выиграла чемпионат Южной Германии, выйдя в финал чемпионата Германии.
28 июня 1959 года команда одержала победу в финале чемпионата Германии 1958/59, обыграв клуб «Киккерс» (Оффенбах) со счётом 5:3. 18 мая 1960 года команда сыграла в финале Кубка европейских чемпионов против мадридского Реала.
13 июня 1964 года команда сыграла в финале Кубка Германии против «Мюнхена 1860», проиграв со счётом 2:0. В 1965/66 годах бывший вратарь любительской сборной Петер Кунтер стал основным вратарём команды. Лой сыграл свой последний матч в чемпионате 8 октября 1966 года против «Дуйсбурга». Завершил карьеру футболиста в 1967 году.

## Достижения
«Айнтрахт»
- Чемпион Германии: 1958/59
- Обладатель Кубка Интертото: 1966/67